# Zentaur (Sternbild)
Der Zentaur oder Kentaur (lateinisch Centaurus) ist ein großes, sehr auffälliges Sternbild des Südhimmels. Es stellt den weisen Cheiron der griechischen Mythologie dar, den Lehrer von Achill und Äskulap.

## Beschreibung

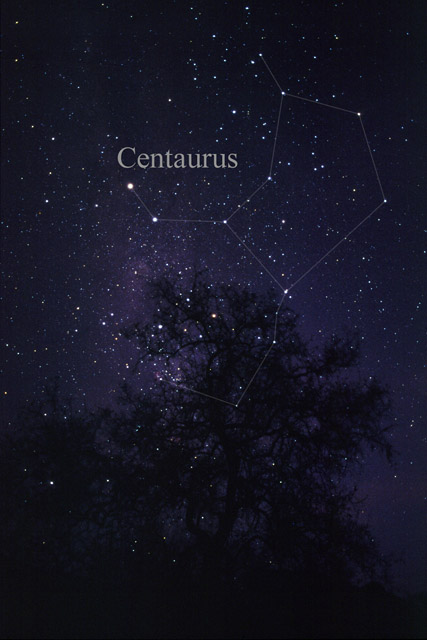
Das Sternbild Centaurus, wie es mit dem bloßen Auge in Südafrika gesehen werden kann. Unten das (liegende) Kreuz des Südens, das nach links zum Südpol weist.

Der Zentaur ist ein ausgedehntes Sternbild, das sich südlich der Wasserschlange (Hydra) erstreckt. Mit acht Sternen 1. und 2. Größe ist es sehr auffällig. Das Dreieck der Sterne θ, ι und ν Centauri bildet den Kopf, die südlichen Sterne, darunter die hellen Sterne α und Beta Centauri, sollen die Füße des Kentauren, eines Mischwesens – halb Mensch, halb Pferd – darstellen. Diese zwei Sterne 1. Größe bilden mit den vieren im Kreuz des Südens die markanteste Konstellation des gesamten Himmels.
Der Hauptstern α ist das bekannte, sonnennahe Dreifachsystem Alpha Centauri (Rigil Kentaurus). Es besitzt einen kleinen Begleiter, den sonnennächsten Stern Proxima Centauri (auch Alpha Centauri c), der eine Umlaufzeit von mindestens 500.000 Jahren haben soll. Dessen Bahn wird aber wahrscheinlich gestört und nie einen vollen Umlauf um Alpha Centauri A und B vollführen, weil diese mit weiteren Sternen eine Bewegungsgruppe bilden. Der Status Proxima Centauris konnte noch nicht abschließend geklärt werden.
Durch den südlichen Teil zieht sich das Band der Milchstraße. Diese Region ist besonders reich an Sternen und nebligen Objekten. Omega Centauri ist der hellste Kugelsternhaufen am Nachthimmel.
Von Deutschland aus sind nur die nördlichsten Sterne des Zentauren zu sehen, die im Frühjahr tief über den südlichen Horizont ziehen. Im Mittelmeerraum war das Sternbild in der Antike gänzlich zu sehen.

## Geschichte
Der Zentaur gehört zu den 48 Sternbildern der antiken Astronomie, die bereits von Ptolemäus erwähnt wurden.
Im 4. Jahrhundert v. Chr. war das Sternbild vom Mittelmeerraum aus noch vollständig sichtbar. Infolge der Präzessionsbewegung der Erde wurde das Sternbild um etwa 10° in südliche Richtung verschoben. Heute ist es erst ab dem 25. Breitengrad vollständig sichtbar. In den nächsten Jahrtausenden wird es noch etwas weiter nach Süden wandern.
Im Zentauren befindet sich eine kosmische Radioquelle, die als Centaurus A bezeichnet wird.

## Mythologie
In der griechischen Mythologie wurden die Zentauren als barbarisch und gewalttätig dargestellt. Eine Ausnahme machte der Zentaur Cheiron, ein Sohn des Titanen Kronos. Cheiron, der als weise und gelehrt galt, zog einige der antiken Helden auf, darunter Jason, Achilleus sowie Asklepios, den er die Heilkunst lehrte.
Cheiron fand ein tragisches Ende: Als eines Tages der Held Herakles von dem Zentauren Phólos aufgenommen und bewirtet wurde, kam es zum Streit, da einige vom Wein berauschte Zentauren den Helden angriffen. Herakles setzte sich daraufhin zur Wehr und tötete etliche von ihnen. Als sich einige der Zentauren zu Cheiron flüchteten, der sich aus dem Kampf herausgehalten hatte, wurde dieser versehentlich von einem vergifteten Pfeil des Herakles getroffen. Cheiron war zwar unsterblich, doch das Pfeilgift hätte ihm ein langes qualvolles Dasein bereitet. Um Cheiron von seinen Qualen zu erlösen und ihn dennoch unsterblich zu machen, versetzte ihn Zeus an den Himmel.

## Himmelsobjekte

### Sterne
| B   | F | Namen oder andere Bezeichnungen                       | Scheinbare Größe (mag) | Entf. (ly) | Spektralklasse |
| --- | - | ----------------------------------------------------- | ---------------------- | ---------- | -------------- |
| α   |   | Alpha Centauri A+B, Rigil Kentaurus, Toliman, Bungula | −0,27                  | 4,34       | G2 V + K1 V    |
| β   |   | Hadar, Agena                                          | 0,61                   | 525        | B1 III         |
| θ   | 5 | Menkent                                               | 2,06                   | 55         | K0 III         |
| γ   |   | Muhlifain                                             | 2,20                   | 130        | A0 + A0        |
| ε   |   |                                                       | 2,29                   | 600        | B1 III         |
| η   |   |                                                       | 2,33                   | 300        | BI V           |
| ζ   |   | Alnair al Batn al Kentaurus                           | 2,55                   | 400        | B2 V           |
| δ   |   |                                                       | 2,58                   | 500        | B2 + B5        |
| ι   |   |                                                       | 2,75                   | 50         | A2 V           |
| λ   |   |                                                       | 3,11                   | 200        | B9 III         |
| κ   |   |                                                       | 3,13                   | 500        | B2 IV          |
| ν   |   |                                                       | 3,41                   | 600        | B2 IV          |
| μ   |   |                                                       | 2,9 bis 3,5            | 300        | B3 V           |
| φ   |   |                                                       | 3,83                   | 800        | B2 IV          |
| τ   |   |                                                       | 3,85                   | 100        | A2 V           |
| υ1  |   |                                                       | 3,87                   | 600        | B3 IV          |
| π   |   |                                                       | 3,90                   | 300        | B5 V           |
| d   |   |                                                       | 3,90                   | 400        | G8 II          |
| σ   |   |                                                       | 3,91                   | 400        | B3 V           |
| b   |   |                                                       | 4,01                   | 500        | B3 V           |
| ψ   |   |                                                       | 4,05                   |            |                |
| c1  |   |                                                       | 4,06                   |            |                |
| 400 | 2 |                                                       | 4,19                   |            |                |
| i   |   |                                                       | 4,23                   |            |                |
| n   |   |                                                       | 4,25                   |            |                |
| ξ2  |   |                                                       | 4,27                   |            |                |
| j   |   |                                                       | 4,30                   | 600        | B3 + B3        |
| v   |   |                                                       | 4,30                   |            |                |
| k   |   |                                                       | 4,32                   |            |                |
| e   |   |                                                       | 4,33                   |            |                |
| υ2  |   |                                                       | 4,34                   |            |                |
| χ   |   |                                                       | 4,36                   |            |                |
| a   |   |                                                       | 4,41                   |            |                |
| B   |   |                                                       | 4,47                   |            |                |
| m   |   |                                                       | 4,52                   |            |                |
| A   |   |                                                       | 4,62                   |            |                |
| 400 | 1 |                                                       | 4,63                   |            |                |
| M   |   |                                                       | 4,64                   |            |                |
| w   |   |                                                       | 4,66                   |            |                |
| f   |   |                                                       | 4,71                   |            |                |
| h   |   |                                                       | 4,75                   |            |                |
| ξ1  |   |                                                       | 4,83                   |            |                |
| p   |   |                                                       | 4,90                   |            |                |
| c2  |   |                                                       | 4,92                   |            |                |
| Q   |   |                                                       | 4,99                   |            |                |

Der hellste Stern im Zentauren ist Alpha Centauri. Der arabische Name Rigil Kentaurus bedeutet „Fuß des Zentauren“. Mit einem Abstand von 4,34 Lichtjahren ist er einer der sonnennächsten Sterne. Tatsächlich handelt es sich um ein Mehrfachsternsystem, bei dem sich drei Sterne um einen gemeinsamen Schwerpunkt bewegen.
Bereits in einem kleinen Teleskop werden zwei Sterne sichtbar. Die hellste Komponente α Centauri A besitzt etwa die Größe und das Aussehen unserer Sonne. α Centauri B ist mit 1,33m ein etwas lichtschwächerer und orange leuchtender Stern. Die beiden Sterne umkreisen einander in rund 80 Jahren. Die dritte Komponente, α Centauri C oder Proxima Centauri ist ein leuchtschwacher rötlicher Zwergstern mit einer scheinbaren Helligkeit von 11,05m. Mit einer Entfernung von 4,22 Lichtjahren ist er der nächste Nachbar der Sonne.
Der zweithellste Stern β Centauri (Hadar, arabisch „der Boden“) ist mit einer Distanz von rund 525 Lichtjahren wesentlich weiter von unserer Sonne entfernt. Er ist ein bläulich leuchtender Stern der Spektralklasse B1.

### Doppelsterne
| System | Größen (mag) | Abstand    |
| ------ | ------------ | ---------- |
| α      | 0,0/5,0/11,0 | 10,5"/2,2° |
| γ      | 2,9/2,9      | 0,7"       |
| δ      | 2,6/4,5      | 269"       |
| J      | 4,5/6,2      | 60"        |
| ο      | 5,0/5,2      | 265"       |
| Q      | 5,3/6,7      | 5,3"       |

Gamma Centauri ist ein Doppelsternsystem in 130 Lichtjahren Entfernung. Es besteht aus zwei gleich hellen, weiß leuchtenden Sternen. Aufgrund des geringen Winkelabstandes von 0,7 Bogensekunden benötigt man zu seiner Trennung ein mittleres Teleskop.
Delta Centauri ist rund 500 Lichtjahre entfernt. Das System besteht aus einem sehr leuchtstarken bläulichen Hauptstern der Spektralklasse B2 und einem ebenfalls bläulichen Begleiter der Klasse B5.
Omicron Centauri ist 8000 Lichtjahre entfernt. Das System besteht aus zwei extrem leuchtstarken Sternen, einem gelblichen Stern der Spektralklasse G2 und einem weiß leuchtenden Stern der Klasse A2. Der Hauptstern ist darüber hinaus ein veränderlicher Stern (s. u.).

### Veränderliche Sterne
| Stern | Größe (mag)  | Periode       | Typ                           |
| ----- | ------------ | ------------- | ----------------------------- |
| η     | 2,9 bis 3,5  | unregelmäßig  | unregelmäßig Veränderlicher   |
| ο     | 4,9 bis 5,4  | etwa 200 Tage | halbregelmäßig Veränderlicher |
| R     | 5,3 bis 11,8 | 546 Tage      | Mirastern                     |

Der 300 Lichtjahre entfernte η Centauri ist ein unregelmäßig veränderlicher Stern, dessen Helligkeit zwischen 2,9m und 3,5m schwankt.
Der Hauptstern des Systems ο Centauri ist ein halbregelmäßig veränderlicher Stern, dessen Helligkeit in einem ungefähren Rhythmus von 200 Tagen zwischen 4,9m und 5,4m  variiert.
R Centauri ist ein veränderlicher Stern vom Mira-Typ, der über einen Zeitraum von 546 Tagen seine Helligkeit ändert. Im Maximum erreicht er eine Helligkeit von 5,3m und kann unter günstigen Bedingungen mit bloßem Auge wahrgenommen werden. Im Minimum sinkt seine Helligkeit auf 11,8m ab. Um ihn dann zu beobachten, benötigt man ein Teleskop.

### NGC-Objekte
| NGC  | sonstige | Größe (mag) | Typ                                    | Name           |
| ---- | -------- | ----------- | -------------------------------------- | -------------- |
| 3766 |          | 5,3         | Offener Sternhaufen                    |                |
| 3918 |          | 8           | Planetarischer Nebel                   |                |
| 4945 |          | 8,5         | Galaxie                                |                |
| 5128 |          | 6,8         | Galaxie                                | Centaurus A    |
| 5139 |          | 5,3         | Kugelsternhaufen                       | Omega Centauri |
| 5367 |          | 9,5         | Reflexionsnebel                        |                |
| 5460 |          | 3,7         | Offener Sternhaufen                    |                |
|      | IC 2944  |             | Emissionsnebel und offener Sternhaufen |                |

Die sternreiche Region des südlichen Centaurus enthält eine Reihe interessanter Beobachtungsobjekte. Da der französische Astronom Charles Messier den Centauren von seinem Beobachtungsstandort aus nicht beobachten konnte, befinden sich im Centaurus keine „Messierobjekte“.
Der offene Sternhaufen NGC 3766 ist etwa 5000 Lichtjahre entfernt. Mit bloßem Auge erscheint das Objekt als diffuser Fleck, im Prismenfernglas werden etwa 20 Einzelsterne sichtbar. Im Teleskop sind 40 bis 50 Sterne erkennbar. NGC 3766 ist einer der schönsten offenen Sternhaufen im Teleskop.
Der planetarische Nebel NGC 3918 wurde 1834 von John Herschel entdeckt. Es handelt sich um den Überrest eines Sterns in rund 4900 Lichtjahren Entfernung. Im Teleskop zeigt sich eine strukturlose, bläulich schimmernde Scheibe.
Der 6000 Lichtjahre entfernte offene Sternhaufen NGC 4755 ist ein sehr schönes Objekt im Fernglas, das auch Herschels Schmuckkästchen genannt wird.
Die irreguläre Galaxie NGC 5128 ist etwa 12 Millionen Lichtjahre entfernt. Im Teleskop zeigt sich ein dunkles Staubband, das die Galaxie durchzieht. Die Galaxie enthält eine kosmische Radioquelle, die Centaurus A genannt wird.
Der 1500 Lichtjahre entfernte NGC 5139, auch Omega Centauri genannt, ist ein Kugelsternhaufen, der bereits mit bloßem Auge deutlich als nebliger Fleck erkennbar ist. In einem größeren Fernglas nimmt er ein „körniges“ Aussehen an. In mittleren Teleskopen ab 15 cm Öffnung wird der Sternhaufen vollständig in Einzelsterne aufgelöst.
Der offene Sternhaufen NGC 5460 ist 2500 Lichtjahre entfernt. Dem bloßen Auge erscheint er als nebliges Fleckchen, in einem Fernglas können erste Sterne aufgelöst werden. In einem mittleren Teleskop sind etwa 40 Sterne sichtbar.

### Neutronensterne
- Centaurus X-3 (Pulsar)